# Kouxian

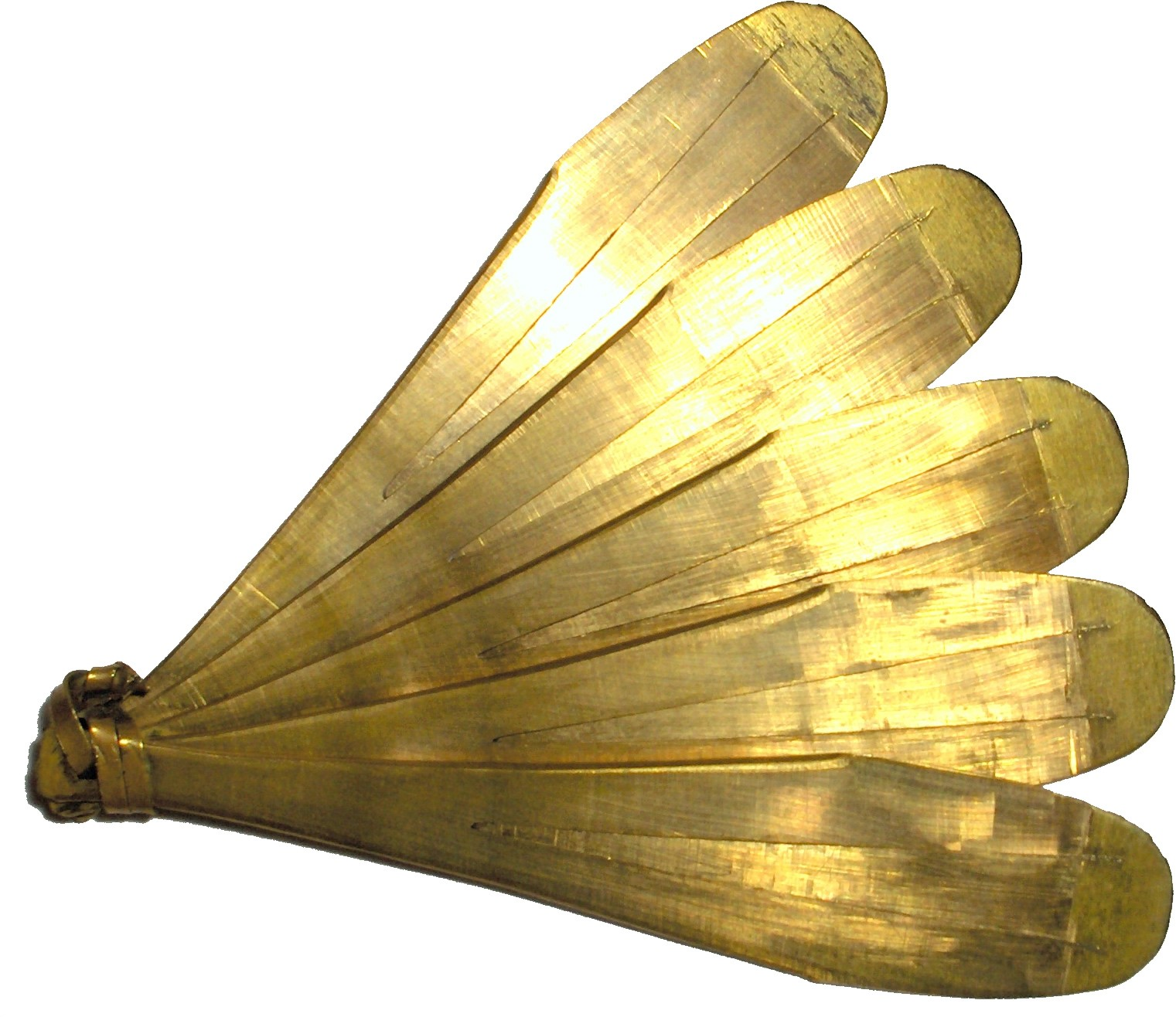
Kouxian à 5 lames

Le kouxian (chinois : 口弦 ; pinyin : kǒuxián ; litt. « corde à bouche », également appelée hoho dans certaines régions) est le nom donnés aux guimbardes en Chine. Il existe une variété polyphonique typiquement chinoise, elle comporte plusieurs lamelles utilisées chacune pour un ton différent.